# Joseph Darnand (biskup)
Joseph Darnand SM (ur. 31 grudnia 1879 w Bény, zm. 1 czerwca 1962) – francuski duchowny rzymskokatolicki, marista, misjonarz, wikariusz apostolski Archipelagu Nawigatorów.

## Biografia
Joseph Darnand urodził się 1 lutego 1879 w Bény we Francji. 16 lipca 1905 otrzymał święcenia prezbiteriatu i został kapłanem Towarzystwa Maryi (marystów).
4 sierpnia 1919 papież Benedykt XV mianował go wikariuszem apostolskim Archipelagu Nawigatorów oraz biskupem tytularnym Polemonium. 16 maja 1920 przyjął sakrę biskupią z rąk koadiutora arcybiskupa wellingtońskiego Thomasa O’Shea SM. Współkonsekratorami byli wikariusz apostolski Środkowej Oceanii Joseph Félix Blanc SM oraz koadiutor wikariusza apostolskiego Fidżi Charles-Joseph Nicolas SM.
23 listopada 1953 zrezygnował z katedry. Zmarł 1 czerwca 1962.